# Pachyloidellus goliath
Pachyloidellus goliath is een hooiwagen uit de familie Gonyleptidae.